# مسابقات جهانی ژیمناستیک ریتمیک ۱۹۸۵
مسابقات جهانی ژیمناستیک ریتمیک ۱۹۸۵ دوازدهمین دوره مسابقات جهانی ژیمناستیک ریتمیک است که در وایادولید، اسپانیا از ۱۰ تا ۱۳ اکتبر ۱۹۸۵ میلادی برگزار شده‌است.

## کشورهای شرکت کننده
۹۳ ورزشکار از ۳۵ کشور - استرالیا, اتریش, بلژیک, برزیل, بلغارستان, کانادا, چین, کوبا, چکسلواکی, دانمارک, جمهوری دمکراتیک آلمان, فنلاند, فرانسه, یونان, مجارستان, اسرائیل, ایتالیا, ژاپن, هلند, نیوزیلند, کره شمالی, نروژ, لهستان, پرتغال, رومانی, کره جنوبی, اسپانیا, سوئد, سوئیس, ترکیه, بریتانیا, ایالات متحده آمریکا, شوروی, آلمان غربی & یوگسلاوی

## جدول مدال‌ها
| رتبه | کشور                  | طلا | نقره | برنز | مجموع |
| ۱    | بلغارستان             | ۸   | ۱    | ۲    | ۱۲    |
| ۲    | شوروی                 | ۱   | ۲    | ۲    | ۵     |
| ۳    | کره شمالی             | ۰   | ۱    | ۰    | ۱     |
| ۳    | جمهوری دمکراتیک آلمان | ۰   | ۰    | ۱    | ۱     |